# Діклосмта
Діклосмта — гірський масив у східній частині  Великого Кавказу на гребені Снігового хребта, що є природною межею  Чечні, Дагестану і  Грузії. Топонімія: (чеч. Дукълуо-Лам) переклад «Сніговий хребет». В основному складний нижньоюрськими глинистими сланцями і пісковиками.
Масив багатотовершинний, найвищі вершини:
- Центральна Діклосмта, висота 4285 м (найвища точка масиву, координати: 42°29′23″ пн. ш. 45°46′40.38″ сх. д. / 42.48972° пн. ш. 45.7778833° сх. д.);
- Східна Діклосмта, висота 4275 м;
- Західна Діклосмта.

Від сусідніх вершин і гірських масивів відділений перевалами:
- Східний Дікло, висота 3780 м.
- Західний Дікло, висота 3715 м.
- Ніслія, висота 3870 м.

Масив має значне заледеніння, загальна площа дев'яти великих постійних льодовиків — 5,1 км². Льодовики живлять річки Хуландой, Черо, Гакко, а також притоки річки Гаргабе.

## Населені пункти
Біля підніжжя гори розташовані сільські населені пункти:  грузинські — Дікло (на північний захід) і Ібцохі (на південь);  чеченські —  Хуландой (на північ); дагестанські — Хушет (на південь) і Гакко (на схід).

## Ресурси Інтернету
- Грузинська радянська енциклопедія, 3 том, 551 с., 1978 рік.
- Снеговой хребет (рос.)